# Amphioplus potens
Amphioplus potens är en ormstjärneart som beskrevs av Jean Baptiste François René Koehler 1930. Amphioplus potens ingår i släktet Amphioplus och familjen trådormstjärnor. Inga underarter finns listade i Catalogue of Life.